# فهرست قنات‌های شهرستان بهشهر
جدول زیر بر اساس آمار وزارت جهاد کشاورزیتهیه شده‌است. فهرست زیر قنات‌های شهرستان بهشهر در استان مازندران را نشان می‌دهد.
| نام قنات       | موقعیت                        | نزدیک‌ترین روستا | طول قنات (متر) | تعداد میله چاه | عمق مادر چاه | دبی (لیتر بر ثانیه) | سطح زیر کشت (هکتار) |
| -------------- | ----------------------------- | --------------- | -------------- | -------------- | ------------ | ------------------- | ------------------- |
| حیدرکیاب       | بخش مرکزی شهرستان بهشهر       | کوهستان         | ۶۰۰۰           | ۱۰۰            | ۲۲           | ۱۲                  | ۲۰                  |
| دور کیاب       | بخش مرکزی شهرستان بهشهر       | گرجی محله       | ۴۰۰۰           | ۱۱۰            | ۳۰           | ۱۰                  | ۱۶                  |
| سنگ کیاب       | بخش مرکزی شهرستان بهشهر       | شهیدآباد        | ۳۰۰۰           | ۶۴             | ۲۳           | ۱۵                  | ۳۰                  |
| سیدی           | بخشی نامعلوم در شهرستان بهشهر | لمراسک          | ۲۰۰۰           | ۳۵             | ۲۶           | ۱۰                  | ۱۲                  |
| مهدی کیاب      | بخش مرکزی شهرستان بهشهر       | شهیدآباد        | ۳۵۰۰           | ۹۶             | ۳۴           | ۱۲                  | ۲۰                  |
| میراحمدی       | بخشی نامعلوم در شهرستان بهشهر | لمراسک          | ۴۰۰۰           | ۹۰             | ۳۷           | ۲۰                  | ۲۰                  |
| ولی کیاب       | بخش مرکزی شهرستان بهشهر       | رستم کلا        | ۱۰۰۰۰          | ۱۲۰            | ۳۵           | ۲۰                  | ۵۰                  |
| پدری           | بخشی نامعلوم در شهرستان بهشهر | تیرتاش          | ۳۰۰۰           | ۸۰             | ۳۵           | ۱۵                  | ۱۰                  |
| پلنگ کیاب      | بخش مرکزی شهرستان بهشهر       | رستم کلا        | ۱۲۰۰۰          | ۸۵             | ۳۵           | ۲۰                  | ۶۰                  |
| کربلائی سلیمان | بخشی نامعلوم در شهرستان بهشهر | تیرتاش          | ۳۰۰۰           | ۶۰             | ۳۳           | ۱۰                  | ۱۲                  |
| گت کیاب        | بخش مرکزی شهرستان بهشهر       | رستم کلا        | ۷۰۰۰           | ۶۸             | ۳۳           | ۲۰                  | ۳۶                  |